# Medal Służby Imperium
Medal Służby Imperium, daw. Medal Służby dla Cesarstwa (ang. Imperial Service Order, skr. ISM lub I.S.M.) – brytyjskie odznaczenie cywilne ustanowione 8 sierpnia 1902 przez króla Edwarda VII. Przeznaczone było do wynagradzania zasług pracowników i urzędników służby cywilnej niższej rangi, pracujących w granicach brytyjskiego imperium. 
Medal ten był afiliowany do Orderu Służby Imperium, który przeznaczony dla wyższych urzędników i pracowników cywilnych w tych samych granicach. ISM obecnie jest wciąż nadawany.